# Єврофізика (премія)
Пре́мія «Єврофі́зика» (англ. EPS Europhysics Prize) — міжнародна наукова нагорода в галузі фізики конденсованих середовищ, яку присуджує Європейське фізичне товариство (англ. European Physical Society, EPS) з 1975 року раз на два роки (до 2006-го — щороку). До 1999 року премія спонсорувалась компанією Hewlett-Packard, потім фірмою Agilent Technologies.
Премія «Єврофізика» є однією з найпрестижніших премій Європи в галузі фізики конденсованих систем. Вона присуджується на знак визнання видатного відкриття, прориву або внеску у фізику конденсованих середовищ, зробленого однією або декількома особами, внесок, який, на думку відбіркового комітету Товариства, є науковою досконалістю. На розсуд Товариства нагорода може присуджуватися як за теоретичне, так і за прикладне дослідження. Нагорода відзначає дослідження, значна частина яких була виконана в Європі.
Нагорода складається з грошової винагороди і сертифікату. Серед нагороджених — 13 лауреатів Нобелівської премії.

## Лауреати
| Рік   | Лауреат                                                                                      | Обґрунтування нагороди |
| ----- | -------------------------------------------------------------------------------------------- | --- |
| 1975  | Віктор Багаєв Леонід Келдиш Ярослав Покровський Michel Voos                                  | За конденсацію екситонів Оригінальний текст (англ.) [For the condensation of excitons] Помилка: [undefined] Помилка: {{Lang}}: немає тексту (допомога): не вказано код мови (допомога) |
| 1976  | Вольфганг Гелфріх                                                                            | За внесок у фізику рідких кристалів Оригінальний текст (англ.) [For contributions to the physics ofliquid crystal] Помилка: [undefined] Помилка: {{Lang}}: немає тексту (допомога): не вказано код мови (допомога) |
| 1977  | Волтер Ерік Спір                                                                             | За пристрої з аморфного кремнію Оригінальний текст (англ.) [For amorphous silicon devices.] Помилка: [undefined] Помилка: {{Lang}}: немає тексту (допомога): не вказано код мови (допомога) |
| 1978  | Жорес Алфьоров                                                                               | За гетеропереходи Оригінальний текст (англ.) [For heterojunctions.] Помилка: [undefined] Помилка: {{Lang}}: немає тексту (допомога): не вказано код мови (допомога) |
| 1979  | Ерік Еш Джеффрі Коллінз Юрій Гуляєв K.A. Ingebrigtsen Е. Г. С. Пейдж                         | За фізичні принципи пристроїв на поверхневих акустичних хвилях Оригінальний текст (англ.) [For the physical principles of surface acoustic wave devices.] Помилка: [undefined] Помилка: {{Lang}}: немає тексту (допомога): не вказано код мови (допомога) |
| 1980  | Оле Крог Андерсен Андріс Рінс Мідема                                                         | За оригінальні методи розрахунку електронних властивостей матеріалів Оригінальний текст (англ.) [For original methods for the calculation of the electronic properties of materials.] Помилка: [undefined] Помилка: {{Lang}}: немає тексту (допомога): не вказано код мови (допомога) |
| 1982  | Клаус фон Клітцинг                                                                           | За експериментальну демонстрацію квантового опору Холла Оригінальний текст (англ.) [For experimental demonstration of the quantized Hall resistance.] Помилка: [undefined] Помилка: {{Lang}}: немає тексту (допомога): не вказано код мови (допомога) |
| 1983  | Isaac F. Silvera                                                                             | За атомарний і твердий водень Оригінальний текст (англ.) [For atomic and solid hydrogen.] Помилка: [undefined] Помилка: {{Lang}}: немає тексту (допомога): не вказано код мови (допомога) |
| 1984  | Герд Бінніг Генріх Рорер                                                                     | За скануючий тунельний мікроскоп Оригінальний текст (англ.) [For the scanning tunnelling microscope.] Помилка: [undefined] Помилка: {{Lang}}: немає тексту (допомога): не вказано код мови (допомога) |
| 1985  | Єнс Альс-Нільсен Майкл Пеппер                                                                | За експериментальне вивчення фізики малих розмірностей Оригінальний текст (англ.) [For the experimental study of low dimensional physics.] Помилка: [undefined] Помилка: {{Lang}}: немає тексту (допомога): не вказано код мови (допомога) |
| 1986  | Ференц Мезей                                                                                 | За нейтронну спінову ехо-спектроскопію Оригінальний текст (англ.) [For neutron spin echo spectroscopy.] Помилка: [undefined] Помилка: {{Lang}}: немає тексту (допомога): не вказано код мови (допомога) |
| 1987  | Ігор Янсон                                                                                   | За мікроконтактну спектроскопію в металах Оригінальний текст (англ.) [For point-contact spectroscopy in metals.] Помилка: [undefined] Помилка: {{Lang}}: немає тексту (допомога): не вказано код мови (допомога) |
| 1988: | Ґеорґ Беднорц Александр Мюллер                                                               | За відкриття високотемпературної надпровідності Оригінальний текст (англ.) [For the discovery of high-temperature superconductivity.] Помилка: [undefined] Помилка: {{Lang}}: немає тексту (допомога): не вказано код мови (допомога) |
| 1989  | Френк Стегліх Hans-Rudolf Ott Гілберт Лонзарик                                               | За піонерські дослідження важких ферміонних металів Оригінальний текст (англ.) [For pioneering investigations of heavy-fermion metals] Помилка: [undefined] Помилка: {{Lang}}: немає тексту (допомога): не вказано код мови (допомога) |
| 1990  | Роберто Кар Мікеле Паррінелло                                                                | За новий і потужний метод первинного розрахунку молекулярної динаміки Оригінальний текст (англ.) [For a novel and powerful method for the ab-initio calculation of molecular dynamics] Помилка: [undefined] Помилка: {{Lang}}: немає тексту (допомога): не вказано код мови (допомога) |
| 1991  | Клаус Бехгаар Деніс Жером                                                                    | За синтез нового класу органічних металів і відкриття їхньої надпровідності та нових магнітних властивостей Оригінальний текст (англ.) [For synthesis of a new class of organic metals and the discovery of their superconductivity and novel magnetic properties.] Помилка: [undefined] Помилка: {{Lang}}: немає тексту (допомога): не вказано код мови (допомога) |
| 1992  | Ґергард Ертль Гаральд Ібах Ян Пітер Тонніс                                                   | За піонерські дослідження поверхневих структур, динаміки та реакцій шляхом розробки нових експериментальних методів Оригінальний текст (англ.) [For pioneering studies of surface structures, dynamics and reactions through the development of novel experimental methods.] Помилка: [undefined] Помилка: {{Lang}}: немає тексту (допомога): не вказано код мови (допомога) |
| 1993  | Борис Альтшулер Аркадій Аронов Давид Хмельницький Анатолій Ларкін Борис Співак               | За теоретичні роботи з когерентних явищ у невпорядкованих провідниках Оригінальний текст (англ.) [For theoretical work on coherent phenomena in disordered conductors.] Помилка: [undefined] Помилка: {{Lang}}: немає тексту (допомога): не вказано код мови (допомога) |
| 1994  | Дональд Гаффмен Вольфганг Кречмер Гаролд Крото Річард Смоллі                                 | За нові молекулярні форми вуглецю та їх отримання у твердому стані Оригінальний текст (англ.) [For new molecular forms of carbon and their production in the solid state.] Помилка: [undefined] Помилка: {{Lang}}: немає тексту (допомога): не вказано код мови (допомога) |
| 1995  | Якір Ааронов Майкл Беррі                                                                     | За впровадження фундаментальних понять у фізиці, які мають глибокий вплив на науку про конденсовані середовища Оригінальний текст (англ.) [For the introduction of fundamental concepts in physics that have profound impact on condensed matter science.] Помилка: [undefined] Помилка: {{Lang}}: немає тексту (допомога): не вказано код мови (допомога) |
| 1996  | Річард Френд                                                                                 | За новаторську роботу над напівпровідниковими органічними полімерними матеріалами та демонстрацію органічних світловипромінювальних діодів Оригінальний текст (англ.) [For pioneering work on semiconducting organic polymer materials and demonstration of an organic light emitting diodes.] Помилка: [undefined] Помилка: {{Lang}}: немає тексту (допомога): не вказано код мови (допомога) |
| 1997  | Альбер Ферт Петер Грюнберг Стюарт Паркін                                                     | За відкриття та внесок у розуміння ефекту гігантського магнітоопору у багатошарових перехідних металах та демонстрацію його потенціалу для технологічних додатків Оригінальний текст (англ.) [For the discovery and contribution to the understanding of the giant magnetoresistance effect in transition-metal multilayers and demonstrations of its potential for technological applications.] Помилка: [undefined] Помилка: {{Lang}}: немає тексту (допомога): не вказано код мови (допомога) |
| 1998  | Томас Моріс Райс                                                                             | За оригінальний внесок у теорію сильнокорельованих електронних систем Оригінальний текст (англ.) [For original contributions to the theory of strongly correlated electron systems.] Помилка: [undefined] Помилка: {{Lang}}: немає тексту (допомога): не вказано код мови (допомога) |
| 1999  | Крістіан Глаттлі Michael Reznikov                                                            | За розробку нових методів вимірювання шуму в твердих тілах, що веде до експериментального спостереження носіїв з дробовим зарядом Оригінальний текст (англ.) [For developing novel techniques for noise measurements in solids leading to experimental observation of carriers with a fractional charge.] Помилка: [undefined] Помилка: {{Lang}}: немає тексту (допомога): не вказано код мови (допомога) |
| 2000  | Paolo Carra Gerrit van der Laan Гізела Шютц                                                  | Піонерські роботи у галузі магнітного рентгенівського дихроїзму Оригінальний текст (англ.) [Pioneering work in establishing the field of magnetic x-ray dichroism.] Помилка: [undefined] Помилка: {{Lang}}: немає тексту (допомога): не вказано код мови (допомога) |
| 2001  | Суміо Іідзима Корнеліс Деккер Томас Еббесен Пол МакЕюен                                      | Відкриття багатошарових і одношарових вуглецевих нанотрубок та піонерські дослідження їх фундаментальних механічних і електронних властивостей Оригінальний текст (англ.) [Discovery of multi-and single-walled carbon nanotubes and pioneering studies of their fundamental mechanical and electronic properties] Помилка: [undefined] Помилка: {{Lang}}: немає тексту (допомога): не вказано код мови (допомога) |
| 2002  | Бернар Барбара Jonathan Friedman Dante Gatteschi Роберта Сессолі Вольфганг Вернсдорфер       | За розвиток галузі квантової динаміки наномагнетиків, включаючи відкриття квантового тунелювання та втручання в динаміку намагніченості Оригінальний текст (англ.) [For the development of the field of quantum dynamics of nanomagnets, including the discovery of quantum tunnelling and interference in dynamics of magnetization.] Помилка: [undefined] Помилка: {{Lang}}: немає тексту (допомога): не вказано код мови (допомога) |
| 2003  | Гейно Фінкельманн Mark Warner                                                                | Для відкриття нового класу матеріалів, які називаються рідкокристалічними еластомерами Оригінальний текст (англ.) [For the discovery of a new class of materials called liquid crystal elastomers.] Помилка: [undefined] Помилка: {{Lang}}: немає тексту (допомога): не вказано код мови (допомога) |
| 2004  | Мішель Деворе Даніель Естев Йоган Муій Ясунобу Накамура                                      | За реалізацію та демонстрацію концепції квантового біта на основі надпровідних ланцюгів Оригінальний текст (англ.) [For the realisation and demonstration of the quantum bit concept based on superconducting circuits.] Помилка: [undefined] Помилка: {{Lang}}: немає тексту (допомога): не вказано код мови (допомога) |
| 2005  | Девід Авшалом Томаш Дитл Хідео Оно                                                           | За їхню роботу над феромагнітними напівпровідниками та спінтронікою Оригінальний текст (англ.) [For their work on ferromagnetic semiconductors and spintronics.] Помилка: [undefined] Помилка: {{Lang}}: немає тексту (допомога): не вказано код мови (допомога) |
| 2006  | Антуан Жорж Габріель Котляр Вальтер Мецнер Дітер Воллгардт                                   | За розробку та застосування теорії динамічного середнього поля Оригінальний текст (англ.) [For the development and application of the dynamical mean field theory.] Помилка: [undefined] Помилка: {{Lang}}: немає тексту (допомога): не вказано код мови (допомога) |
| 2008  | Андрій Гейм Костянтин Новосьолов                                                             | Для виявлення та виділення окремого двовимірної модифікації вуглецю (графену) і з'ясування його чудових електронних властивостей Оригінальний текст (англ.) [For discovering and isolating a single free-standing atomic layer of carbon (graphene) and elucidating its remarkable electronic properties.] Помилка: [undefined] Помилка: {{Lang}}: немає тексту (допомога): не вказано код мови (допомога) |
| 2010  | Hartmut Buhmann Чарлз Кейн Юджин Меле Лоуренс Моленкамп Чжан Шоучен                          | За теоретичне передбачення та експериментальне спостереження квантового спінового ефекту Холла та топологічних ізоляторів Оригінальний текст (англ.) [For the theoretical prediction and the experimental observation of the quantum spin Hall effect and topological insulators.] Помилка: [undefined] Помилка: {{Lang}}: немає тексту (допомога): не вказано код мови (допомога) |
| 2012  | Стів Бремуелл Claudio Castelnovo Santiago Grigera Родеріх Месснер Шиваджі Сонді Alan Tennant | За передбачення та експериментальне спостереження магнітних монополів у спіновому льоді Оригінальний текст (англ.) [For the prediction and experimental observation of magnetic monopoles in spin ice.] Помилка: [undefined] Помилка: {{Lang}}: немає тексту (допомога): не вказано код мови (допомога) |
| 2014  | Гарольд Ю. Хван Йоген Маннгарт Жан-Марк Трісконе                                             | Для відкриття та дослідження електронних рідин на межах розділу оксидів Оригінальний текст (англ.) [For the discovery and investigation of electron liquids at oxide interfaces.] Помилка: [undefined] Помилка: {{Lang}}: немає тексту (допомога): не вказано код мови (допомога) |
| 2016  | Петер Боні Alexey N. Bogdanov Крістіан Пфлейдерер Ахім Рош Ашвін Вішванат                    | За теоретичне передбачення, експериментальне відкриття та теоретичний аналіз магнітної скірміонної фази в MnSi, новому стані речовини Оригінальний текст (англ.) [For the theoretical prediction, the experimental discovery and the theoretical analysis of a magnetic skyrmion phase in MnSi, a new state of matter.] Помилка: [undefined] Помилка: {{Lang}}: немає тексту (допомога): не вказано код мови (допомога) |
| 2018  | Lucio Braicovich Giacomo Claudio Ghiringhelli                                                | За розробку та наукове дослідження резонансного непружного рентгенівського розсіювання (Resonant Inelastic X-ray Scattering, RIXS) високої роздільної здатності Оригінальний текст (англ.) [For the development and scientific exploration of high-resolution Resonant Inelastic X-ray Scattering (RIXS)] Помилка: [undefined] Помилка: {{Lang}}: немає тексту (допомога): не вказано код мови (допомога) |
| 2020  | Йорг Врахтруп                                                                                | За його піонерські дослідження квантової когерентності в твердотільних системах та їх застосування для зондування, і, зокрема, за великі прориви у вивченні оптичних і спінових властивостей центрів азотних вакансій в алмазі Оригінальний текст (англ.) [For his pioneering studies on quantum coherence in solid-state systems, and their applications for sensing, and, in particular, for major breakthroughs in the study of the optical and spin properties of nitrogen vacancy centres in diamond] Помилка: [undefined] Помилка: {{Lang}}: немає тексту (допомога): не вказано код мови (допомога) |
| 2022  | Аньєс Бартелемі Manuel Bibes Рамамурті Рамеш Нікола Спалдін                                  | За фундаментальний внесок у фізику та застосування мультифероїків і магнітоелектричних матеріалів Оригінальний текст (англ.) [For seminal contributions to the physics and applications of multiferroic and magnetoelectric materials.] Помилка: [undefined] Помилка: {{Lang}}: немає тексту (допомога): не вказано код мови (допомога) |
| 2023  | Клаудія Фельсер Богдан Андрей Берневіг                                                       | За фундаментальний внесок у класифікацію, прогнозування та відкриття нових топологічних квантових матеріалів Оригінальний текст (англ.) [For seminal contributions to the classification, prediction, and discovery of novel topological quantum materials.] Помилка: [undefined] Помилка: {{Lang}}: немає тексту (допомога): не вказано код мови (допомога) |
| 2024  | Андреа Каваллері                                                                             | За його піонерські дослідження фотоіндукованих фаз квантових матеріалів: від підвищеної надпровідності до контролю топології матеріалів Оригінальний текст (англ.) [For his pioneering studies of photo-induced emergent phases of quantum materials: from enhanced superconductivity to the control of materials topology.] Помилка: [undefined] Помилка: {{Lang}}: немає тексту (допомога): не вказано код мови (допомога) |